# Ali Baba and 40 Thieves (игра)
Ali Baba and 40 Thieves (с англ. — «Али-Баба и сорок разбойников») — аркадная игра в жанре лабиринт, разработанная и изданная компанией Sega в 1982 году. Игроки берут на себя роль арабского героя Али-Баба, который должен отбиться и убить сорок разбойников, которые пытаются украсть его деньги. Игра основана на одноимённой народной сказке. Ali Baba and 40 Thieves была портирована на платформу MSX, а затем на Вектор-06Ц на основе версии MSX.

## Игровой процесс
Игрок управляет жёлтым персонажем (Али-Бабой), который перемещается по лабиринту. Враги (воры) появляются сверху игрового поля и пытаются перенести мешки с деньгами с нижней части экрана в свое укрытие. Задача игрока — вернуть похищенные деньги и победить 40 воров. Три вида воров (синие, зелёные и белые) могут быть уничтожены Али-Бабой просто при столкновении. Красный, «капитан вор», всегда будет преследовать Али-Бабу и не может быть остановлен.
Периодически в центре экрана будут появляться плитки с вопросительным знаком, меняющие стиль игрового процесса. Иногда верхняя часть экрана открывается, позволяя Али-Бабе вернуть некоторые предметы из укрытия воров; в других случаях Али-Баба или красный вор увеличиваются в размерах, что делает их более опасными.

## Клоны
Клон Sinclair ZX Spectrum был опубликован Suzy Soft в 1985 году под названием Ali Baba.